# Новомихайлівка (Берестинський район)
Новомиха́йлівка —  село в Україні, у Берестинському районі Харківської області. Населення становить 177 осіб. Орган місцевого самоврядування — Олійниківська сільська рада.
Після ліквідації Сахновщинського району 19 липня 2020 року село увійшло до Красноградського (Берестинського) району.

## Географія
Село Новомихайлівка знаходиться на відстані 6 км від річки Оріль. На відстані 2,5 км розташовані села Миколаївка та Шевченкове. У 1997 році до села приєднано село Аркадіївка.

## Історія
- 1870 - дата заснування.

## Економіка
- Птахо-товарна ферма.